# 安田サラ
安田 サラ（やすだ さら、1998年1月31日 - ）は、日本のタレント、女優、ファッションモデル。ワタナベエンターテインメント所属。

## 人物
大阪府出身。身長156.6cm。サウジアラビア人の父と、日本人の母との間に生まれる。サラという名前は、アラビア語で「幸福」を意味する単語に因んで名付けられた。中学生時代まで関西で過ごし、高校1年生の時から東京に移った。
カットモデルとして声をかけられ、ヘアショーに出演した経験からモデルを志し、2018年10月に「ワタナベエンターテイメントカレッジ」に入学。
趣味はサブカルチャー全般（アニメ・ゲーム・ボーカロイド・バーチャルユーチューバー）、ファッションであり、アニメ『ソードアート・オンライン』の大ファン。
2019年4月からは日本テレビの情報番組『シューイチ』に8代目お天気キャスターとして出演。同時に芸能界デビューとなった。

## 出演

### テレビ番組
- シューイチ（2019年4月7日 - 2021年3月28日、日本テレビ） - 気象情報担当

### ウェブ
- 朝恋days（2019年2月10日 - 2月14日、全5本、B.L.T.web）[6]